# БИТ бенд
БИТ бенд (изв: BIT Band) је српска музичка поп група основана 2012. у Београду. Група на недељном нивоу наступа у Београду, широм Србије, БиХ и дијаспоре. Широј јавности су постали познати после хит сингла "Ти си моја вода” који броји преко 6,5 милиона прегледа на сајту YouTube. Песма се везује за помирење Луне Ђогани и Марка Миљковића, учесника ријалити програма Задруга. Након раскида везе у ријалитију, та песма је обележила њихово помирење. У знак захвалности, БИТ бенд је свирао на крштењу њихове ђерке Мие.

## Чланови групе
- Ђорђе Новаковић — вокал и гитара
- Божидар Михајиловић — клавијатуре и бек вокал
- Срђан Секулић — бубњеви
- Милош Цвјетковић — бас гитара

## Дискографија

### Синглови
- Сентимент  (2022)
- Немој да се предајеш (2020)
- Ти си моја вода (2019)
- Марширају жене (2018)
- Вози (2017)
- Као млеко (2017)
- Фолираш (2016)
- Коцка леда (2016)
- Празнимо џепове (2015)
- Ноћас будимо град (2014)